# آرتنیوس-سیور-وردون
آرتنیوس-سیور-وردون (به فرانسوی: Artignosc-sur-Verdon) یک کمون در فرانسه است که در canton of Tavernes واقع شده‌است. آرتنیوس-سیور-وردون ۱۸٫۵۳ کیلومتر مربع مساحت دارد.